# Kamenice, Jihlava
Kamenice là một chợ huyện thuộc huyện Jihlava, vùng Vysočina, Cộng hòa Séc.